# Lawton (Oklahoma)
Lawton es una ciudad y la sede del condado de Comanche, en el estado de Oklahoma (Estados Unidos). Ubicado en el suroccidente de Oklahoma, a unos 140 km al suroccidente de Oklahoma City, es la ciudad principal del área estadística metropolitana de Lawton. Según el censo de 2010, su población era de 96.867 habitantes, lo que la convierte en la quinta ciudad más grande del estado y la más grande de Oklahoma Occidental.
Construida en antiguas tierras de reserva de los indios kiowa, comanche y apache, fue fundada por inmigrantes europeos en 6 de agosto de 1901. Lleva el nombre del general de división Henry Ware Lawton, quien sirvió en la Guerra de Secesión, donde ganó la Medalla de Honor, y murió en acción en la guerra filipino-estadounidense. El paisaje de Lawton es típico de las Grandes Llanuras, con topografía plana y colinas suavemente onduladas, mientras que el área al norte de la ciudad está marcada por las montañas de Wichita.
Durante todo el siglo XX Lawton estuvo económica y demográficamente vinculada a la Reserva Militar de Fort Sill, anteriormente la base del territorio Apache.
Aunque su economía sigue dependiendo de Fort Sill, ha crecido para abarcar la producción industrial, la educación superior, la atención médica y el comercio minorista. La ciudad tiene un gobierno concejal-administrador; los miembros del consejo de la ciudad se eligen de distritos uninominales y el alcalde se elige en elecciones generales. Contratan a un administrador municipal profesional para dirigir las operaciones diarias.
La autopista Interestatal 44 y tres de las principales carreteras de Estados Unidos sirven a la ciudad, que tambnién cuenta con el Aeropuerto Regional Lawton-Fort Sill. La ciudad tiene varios parques, lagos, museos y festivales. Los nativos famosos incluyen artistas, músicos y escritores, así como polìticos y atletas profesionales.

## Historia
El territorio de la actual Oklahoma fue colonizado durante mucho tiempo por antiguas culturas de indios americanos prehistóricos, incluidos las culturas clovis, 11 500 a. C. folsom, 10 600 a. C.; y plainview, 10 000 a. C.
Los valles de los ríos Arkansas y Rojo fueron el centro de la cultura caddoana de Misisipi, que comenzó a desarrollarse hacia el año 800. Esta desarrolló asentamientos más densos y una arquitectura compleja de montículos de plataformas. Según la evidencia arqueológica, son los antepasados de los caddoanos que habitaban la región más grande, incluidos los caddo y wichita.
En 1541, comenzó el contacto con Europa cuando el explorador español Francisco Vásquez de Coronado visitó la región. En los años 1700, dos tribus del norte, los comanches y los kiowa, emigraron zonas de Oklahoma y Texas.
Durante la mayor parte del siglo XVIII, los franceses ejercieron un control nominal sobre la región de Oklahoma como parte de Luisiana. Sus matores asentamientos estaban en la costa del Golfo de México, en Nueva Orleans y Mobile. La poca interacción entre los pueblos nativos americanos y europeos se basó en el comercio de pieles.
En 1803, Estados Unidos le compró Luisiana a los franceses, bajo la presidencia de Thomas Jefferson. Los estadounidenses de origen europeo continuaron migrando hacia el suroriente y cruzando el río Misisipi hacia territorios indios, especialmente para expandir el cultivo de algodón, que era lucrativo. Presionaron al gobierno para que les diera acceso a tierras indígenas. En 1830, bajo el presidente Andrew Jackson, el Congreso aprobó la Ley de Remoción de Indígenas, que desterró a las tribus indígenas del suroriente y las obligó a desplazarse en el Territorio Indígena al occidente del río Misisipi.
La parte sur de este territorio se asignó originalmente a los choctaw y chickasaw. Tras la Guerra de Secesión, durante la cual la mayoría de las tribus del suroriente se habían aliado con la Confederación, en 1867, Estados Unidos requirió nuevos tratados de paz. En 1867, bajo el Tratado de Medicine Lodge, asignó la parte suroccidente de las antiguas tierras choctaw y chickasaw a las tribus comanche, kiowa y apache. Los había obligado a mudarse del oriente de Texas y áreas cercanas de Arkansas.
Fort Sill se estableció en 1869 después de la Guerra de Secesión estadounidense y fue comandado por el mayor general Philip Sheridan. Dirigía una campaña en territorio indio para detener las incursiones en Texas por parte de tribus indígenas americanas. En 1874, estalló la Guerra del Río Rojo en la región cuando los comanche, kiowa y cheyenne del sur abandonaron su reserva del territorio indio. El desgaste y las escaramuzas del ejército de Estados Unidos finalmente forzaron el regreso de las tribus al territorio indio en junio de 1875.
En 1891, el Congreso nombró una comisión para reunirse con los líderes tribales y llegar a un acuerdo que permitiera el asentamiento blanco. Siguieron años de controversia y maniobras legales antes de que el presidente William McKinley emitiera una proclamación el 4 de julio de 1901, que otorgó al gobierno federal el control de más de 8094 km² de tierras indígenas "excedentes" que quedaron después de las asignaciones de tierras tribales comunales a hogares individuales en virtud de la Ley Dawes. En virtud de otra legislación, Estados Unidos a través de la Comisión Dawes asignaron tierras comunales como parcelas a hogares individuales de miembros tribales, pero los desterraron de sus territorios ancestrales, que luego vendieron vendiendo lo que quedaba como "excedente". Estas maniobras tenían como fin minar los reclamos tribales de tierras comunales, una condición necesaria para la admisión de Oklahoma como estado en 1907.

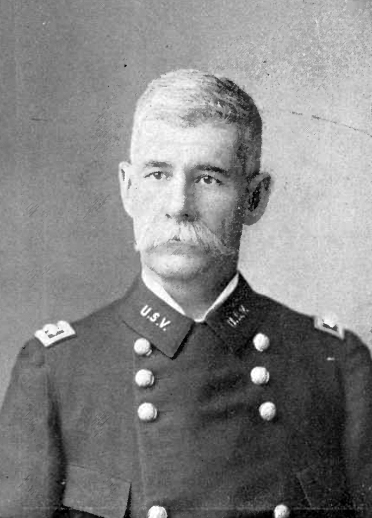
Henry Ware Lawton, el militar que dio su nombre a Lawton

Tras estos cambios, la legislatura del nuevo estado comenzó a organizar condados. Se seleccionaron tres sitios de 320 acres en los condados de Kiowa, Caddo y Comanche para sedes de condado. Lawton fue designado como la sede del condado de Comanche. La ciudad recibió el nombre del mayor general Henry W. Lawton, un intendente de Fort Sill, que había participado en la persecución y captura del jefe comanche Gerónimo.
La ciudad se abrió al asentamiento a través de una subasta de lotes de la ciudad que comenzó el 6 de agosto de 1901, que se completó 60 días después. El 25 de septiembre de 1901, el ferrocarril Rock Island se expandió a Lawton y pronto se unió a la Frisco Line. Las primeras elecciones municipales se llevaron a cabo 24 de octubre de 1901.
La entrada de Estados Unidos en la Primera Guerra Mundial aceleró el desarrollo de Fort Sill y Lawton. La disponibilidad de 19 000 m³ de agua del lago Lawtonka, justo al norte de Fort Sill, fue un catalizador para que el Departamento de Guerra estableciera un importante acantonamiento llamado Camp Doniphan. Estuvo activo hasta 1922.
De manera similar, la respuesta de Estados Unidos en la Segunda Guerra Mundial estimuló la actividad y la expansión en Fort Sill y Lawton. La población pasó de 18 055 habitantes en 1940, a 34 757 en 1950. En los años 1960, había llegado a 61 697.
En el período de posguerra, Lawton experimentó un enorme crecimiento a finales de las décadas de 1940 y 1950, lo que llevó a los funcionarios de la ciudad a buscar fuentes de agua, pues el lago Lawtonka se había secado. A fines de los años 1950, la ciudad compró grandes parcelas de tierra a lo largo de East Cache Creek en el norte del condado de Comanche para la construcción de una presa y un lago artificial, construido en 1959 en el arroyo al norte de la US 277 al occidente de Elgin. Lake Ellsworth, llamado así por un exalcalde de Lawton, embotellador de refrescos CR Ellsworth, se inauguró a principios de los años 1960. Ofrecía recursos hídricos adicionales, pero también oportunidades recreativas y control de inundaciones a lo largo de Cache Creek.
En 1966, el Ayuntamiento de Lawton anexó varios kilòmetros cuadrados de tierra en las fronteras oriental, nororiental, occidental y noroccidental de la ciudad, expandiéndose al oriente más allá del área de East Cache Creek y al occidente hasta la calle 82. El 1 de marzo de 1964 se completó la sección norte de HE Bailey Turnpike, conectando Lawton directamente con Oklahoma City, la capital. La sección sur de la autopista de peaje que conduce a la frontera de Texas se completó el 23 de abril de 1964.
Los esfuerzos de renovación urbana en los años 1970 transformaron el centro de Lawton. Se demolieron varios edificios históricos para construir un centro comercial cerrado, que se creía que proporcionaba una atracción suburbana para los compradores.
El 23 de junio de 1998 Lawton se anexó al vecino Fort Sill. La Realineación y Cierre de Bases de 2005 resultó en la reasignación de personas de otras bases y la consolidación de algunas actividades militares en Fort Sill, lo que aumentó tanto la cantidad de personal como el número de sus actividades. 
En los primeros 20 años del siglo XXI la ciudad ha crecido demográfica y económicamente.

## Geografía
Lawton es la quinta ciudad más grande de Oklahoma, con una superficie total de 195 km², todo terreno. Lawton se encuentra a unos 135 km suroccidente de Oklahoma City. Otras ciudades circundantes incluyen Wichita Falls alrededor de 76 km al sur, Duncan a unos 53 km al oriente, y Altus a unos 90 km al occidente.
Lawton se encuentra en un área típica de las Grandes Llanuras, con praderas, pocos árboles y una topografía plana con colinas suavemente onduladas. La región al norte de la ciudad está formada por las montañas de Wichita, que incluyen los montes Scott y Pinchot, los picos más altos de la zona. El área consiste principalmente en piedra caliza del conglomerado pérmico Post Oak en las secciones del norte de la ciudad.
En las secciones sur, la pérmica Garber se encuentra comúnmente con algunas lutitas del Grupo Hennessey. Los arroyos del área, incluido East Cache Creek, contienen depósitos de aluvión cuaternario. Al noroccidente, las montañas de Wichita consisten principalmente en Wichita Granite Group del Cámbrico.

### Clima
Lawton se encuentra en un clima subtropical seco (clasificación climática de Köppen Cfa), con frecuentes variaciones en el clima todos los días, excepto durante el verano constantemente caluroso y seco. Los fuertes vientos frecuentes, generalmente del sur o sur-suroriente durante el verano, ayudan a atenuar el clima más caluroso. Los vientos del norte durante el invierno pueden intensificar ocasionalmente los períodos fríos.
La temperatura media promedio para el suroccidente de Oklahoma es 16,6 °C. Los veranos pueden ser extremadamente calurosos; Lawton tiene un promedio de 21 días con temperaturas superiores a los de 37,7 °C. Los inviernos son típicamente suaves, aunque pueden ocurrir períodos de frío extremo. Lawton tiene un promedio de ocho días que no se elevan por encima del punto de congelación. La ciudad recibe alrededor de 800 mm de precipitación y menos de 80 mm de nieve al año.
Lawton está ubicado directamente en el área conocida como Tornado Alley y es propenso al clima severo desde fines de abril hasta principios de junio. En particular, un tornado F4 en 1957 y otro F3 en 1979 azotaron la región sur de la ciudad.

## Demografía
En el censo de 2010, 96.867 personas, 34.901 hogares y 22.508 familias residían en la ciudad. La densidad de población era de 461,5 / km 2. Las 39,409 unidades de vivienda promediaron 187,8 / km 2. La composición racial de la ciudad era 60,3 % blanca, 21,4 % afroamericana, 4,7 % nativa americana, 2,6 % asiática, 0,3 % isleña del Pacífico, 3,4 % de otras razas y 4,9 % de dos o más razas. Los hispanos o latinos de cualquier raza eran 12.6 % (7.8 % mexicanos, 2.8 % puertorriqueños, 0.3 % panameños).
De las 34.901 casas, el 36,6 % tenían hijos menores de 18 años que vivían con ellos, el 43,8 % eran parejas casadas que vivían juntas, el 15,8 % tenían una mujer como cabeza de familia sin marido presente y el 35,5 % no eran familias. De todos los hogares, el 29,4 % se componían de individuos y el 2,3 % había alguien que viven solas que fue de 65 años de edad o más. El tamaño promedio del hogar era 2,48 y el tamaño promedio de la familia era 3,08.
En la ciudad, la población se distribuyó en 24,9 % menores de 18 años, 15,3 % de 18 a 24, 30,2 % de 25 a 44, 20,3 % de 45 a 64 y 9,4 % de 65 años o más. La mediana de edad fue de 29 años. Por cada 100 mujeres, hay 108,1 hombres. Por cada 100 mujeres mayores de 18 años, hay 110,0 hombres.
La renta mediana para un hogar en la ciudad era 41 566 dólares y para una familia era 50 507 dólares. Los hombres tenían unos ingresos medios de 36 440 dólares frente a los 31 825 dólares de las mujeres. El ingreso per cápita de la ciudad fue de 20 655 dólares. Cerca de 16.6 % de familias y 19.0 % de la población estaban debajo de la línea de pobreza, de los cuales 33.5 % son menores de 18 años y 4.9 % son mayores de 65 años.

## Economía

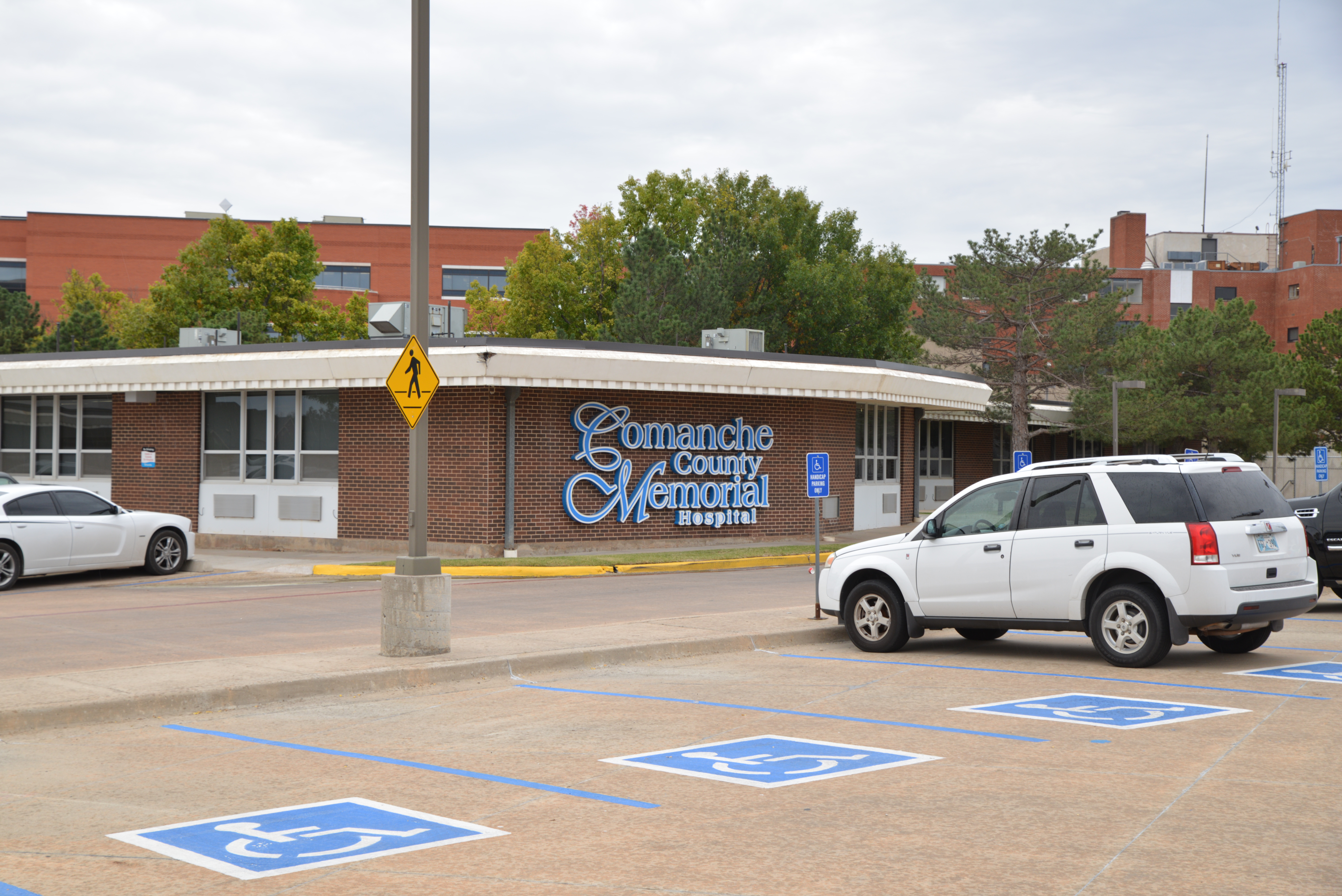
Hospital Conmemorativo del Condado de Comanche

Lawton se centra principalmente en las industrias del gobierno, la fabricación y el comercio minorista. Lawton MSA ocupa el cuarto lugar en Oklahoma con un producto interno bruto de 4200 millones de dólares en 2008, con una mayoría (2.1 mil millones) en el sector gubernamental, principalmente asociado con el ejército.
Fort Sill es el empleador más grande de Lawton, con más de 5,000 empleados a tiempo completo. En el sector privado, el empleador más grande es Goodyear Tire and Rubber Company con 2.400 empleados a tiempo completo. Algunos empleadores importantes en el área de Lawton también incluyen: Escuelas Públicas de Lawton, Comanche County Memorial Hospital, Southwestern Hospital, City of Lawton, Cameron University y Bar S Foods.
Lawton ha desarrollado dos importantes parques industriales. Uno está en la región suroccidente de la ciudad, mientras que el segundo queda cerca del Aeropuerto Regional Lawton-Fort Sill. El parque eólico Blue Canyon, que consta de cuatro fases de desarrollo que generan aproximadamente 423 megavatios de energía eléctrica, encuentra a unas 27 millas al norte-noroccidente de la ciudad.
En 2010, Lawton lanzó el Proyecto de revitalización del centro. Su objetivo es rediseñar las áreas entre Elmer Thomas Park en el norte y Central Mall en el sur para que sean más atractivas visualmente y con facilidades para los peatones para fomentar el crecimiento comercial en el área.
Lawton tenía 35 374 civiles empleados a partir del censo de 2010, y el 49,1 % eran mujeres. De los trabajadores civiles, 21 842 (61,7 %) eran trabajadores asalariados privados con fines de lucro. De los trabajadores asalariados con fines de lucro, 659 (1,9 % de la fuerza laboral civil total de Lawton) eran empleados de sus propias corporaciones. El sector sin fines de lucro tenía 2571 (7,3 %) trabajadores asalariados privados sin fines de lucro. El sector gubernamental incluía 4.713 (13,3 %) trabajadores federales, 2545 (7,2 %) trabajadores del gobierno estatal y 2160 (6,1 %) trabajadores del gobierno local. Además, la ciudad contaba con 1634 (4,6 %) trabajadores autónomos y familiares no remunerados.

## Arte y cultura

### Eventos y festivales
En Lawton se organizan numerosas atracciones anuales como, por ejemplo, la obra de teatro de la pasión de Pascua del Príncipe de la Paz, que se lleva a cabo en la Ciudad Santa, en el Refugio de Vida Silvestre de las Montañas de Wichita, cada año el día delDomingo de Ramos, y continúa hasta la víspera de Pascua. Sigue siendo una de las obras de pasión de Pascua de más larga duración en la nación.
Fue la base de la película de 1949 The Lawton Story. La obra de la pasión también apareció en un documental llamado Jesus Town, USA.
En mayo, Lawton Arts for All, Inc organiza el Festival Arts for All. Este incluye varios concursos de arte con jueces, así como entretenimiento en vivo. Generalmente se lleva a cabo en Shepler Park. A finales de septiembre se celebra en la ciudad el Festival Internacional. Fundado en 1979, el evento muestra las diferentes culturas, artes y música de la comunidad.

### Museos
Lawton tiene tres museos públicos. El Museo de las Grandes Llanuras está dedicado a la historia natural y la colonizaciòn europea de las Grandes Llanuras. Las exhibiciones al aire libre incluyen una réplica del Red River Trading Post, la escuela original Blue Beaver y Elgin Train Depot con una locomotora Frisco.
El Museo de Fort Sill, ubicado en la base militar del mismo nombre, incluye el antiguo corral de Fort Sill y varios edificios de época, incluida la antigua caseta de vigilancia, la capilla y los cuarteles. También cuenta con varias piezas de artillería. El antiguo fuerte está designado como Monumento Histórico Nacional.
El Museo Nacional y Centro Cultural Comanche, operado por la Tribu Nación Comanche, se enfoca en exhibiciones y arte relacionados con la cultura comanche. El museo también alberga exposiciones itinerantes de indios americanos de la Instituto Smithsoniano, el Museo de la Universidad Estatal de Míchigan y el Museo Field de Historia Natural de Chicago.

## Deportes
En Lawton se encuentra la Universidad de Cameron, que es una escuela de la División II de la NCAA en la Conferencia Lone Star. Conocida por ganar el Campeonato Nacional de Fútbol NAIA en 1987, la escuela actualmente no tiene un programa de fútbol. Sin embargo, Cameron sigue siendo competitivo en 10 deportes universitarios, incluido el baloncesto masculino y femenino, el béisbol y el softbol.
En Lawton tenía su sede el Lawton-Fort Sill Cavalry, un antiguo equipo de baloncesto. El equipo se mudó en 2007 de Oklahoma City a Lawton, donde ganó dos campeonatos de la Continental Basketball Association y un campeonato de la Premier Basketball League (PBL). En 2011, el Lawton-Fort Sill Cavalry dejó de operar en su segundo año en el PBL.

## Parques

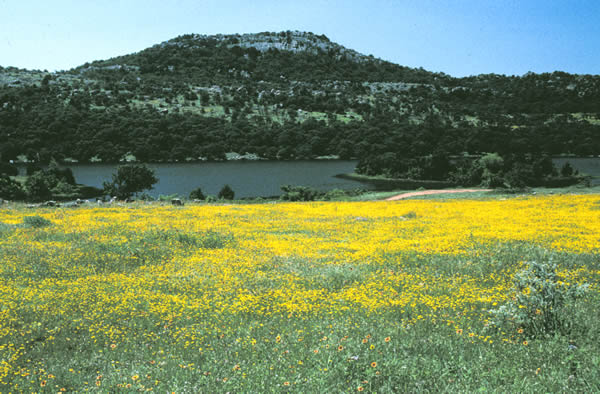
Una vista del monte Scott

Lawton opera 80 parques y áreas de recreación de diferentes tamaños, incluido el más grande: Elmer Thomas Park. Junto con el sistema de parques, la ciudad está cerca de los lagos Lawtonka, Ellsworth y Elmer Thomas, donde se permite pasear en bote, nadar, acampar y pescar.
La sucursal de Lawton de la YMCA ofrece una amplia variedad de programas recreativos a los miembros, lo mismo que el Lawton Country Club. La recreación también se puede encontrar en muchas ligas de aficionados, incluido el softbol para adultos, el béisbol juvenil, el fútbol, el softbol y el voleibol.
Al noroeste de la ciudad se encuentra el Refugio de Vida Silvestre de las Montañas de Wichita, administrado por el Servicio de Pesca y Vida Silvestre. Este incluye un centro de visitantes, varias áreas para acampar, senderos y lagos.

### Estructuras históricas
El Registro Nacional de Lugares Históricos enumera 15 lugares en Lawton, que incluyen (pero no se limitan a) Mattie Beal House, Carnegie Library, First Christian Church, First Presbyterian Church of Lawton, Mahoney-Clark House, Meers Mining Camp y la Iglesia Metodista Episcopal, Sur. Como se señaló, el antiguo Fort Sill ha sido designado como Monumento Histórico Nacional, la clasificación más alta. Las estructuras o sitios adicionales en Fort Sill y sus alrededores se enumeran en el NRHP.

## Gobierno
Lawton utiliza el modelo de concejo-administrador de gobierno municipal. La autoridad principal es el consejo de la ciudad, que aprueba las ordenanzas, resoluciones y contratos. La ciudad está dividida en ocho distritos o circunscripciones uninominales. Cada barrio elige a un único representante del concejo municipal por un período de tres años. El alcalde, que es elegido en general cada tres años, preside y establece la agenda del Concejo Municipal, pero su función como jefe de gobierno es principalmente principalmente ceremonial. El funcionamiento administrativo del día a día está a cargo del Administrador Municipal, quien es designado por el Ayuntamiento. En mayo de 2019, el alcalde de Lawton era Stan Booker. En enero de 2019, el administrador era Michael Cleghorn.
Lawton es la sede del condado de Comanche y alberga las oficinas y los tribunales del condado. Tres comisionados electos por cuatro años administran el gobierno.
A nivel federal, Lawton se encuentra en el 4.º distrito congresional de Oklahoma, representado por Tom Cole. En el Senado de Oklahoma, Lawton está en el Distrito 31 (Chris Kidd) y 32 (John Michael Montgomery). En el Congreso de Oklehoma, la ciudad está cubierta por el Distrito 62 (Daniel Pae), el 63 (Trey Caldwell) y el 64 (Rande Worthen).

## Medios de comunicación
La Lawton Constitution, el único diario publicado en Lawton, tiene una tirada de 30.000 ejemplares. Además, el periódico Fort Sill, The Cannoneer, se publica semanalmente principalmente para personal militar; The Cameron Collegian tiene como audiencia principal a los estudiantes de la Universidad de Cameron. Además, Okie Magazine es una revista mensual que se enfoca en noticias y entretenimiento en el área suroccidente de Oklahoma.
Las estaciones de radio en Lawton incluyen dos estaciones de AM: la afiliada de CBS Sports Radio KKRX (1380) y la estación urbana contemporánea para adultos KXCA (1050), y 15 estaciones de FM, incluido el miembro de NPR KCCU (89.3), las estaciones de país KFXI (92.1) y KLAW (101.3).), estación de música rock KZCD (94.1), estación Hot AC KMGZ (95.3), salida urbana contemporánea KJMZ (97.9) y estación CHR KVRW (107.3).
Lawton es parte de un mercado de medios biestatal que también incluye la cercana y más grande ciudad tejana de Wichita Falls; el mercado, que abarca seis condados en el suroccidente de Oklahoma y 10 condados en el occidente del Texas del Norte, tiene 152 950 hogares con al menos un televisor, lo que lo convierte en el 148.º más grande del país en la temporada 2016-2017, según Nielsen Media Research. KSWO-TV (canal 7), una afiliada de ABC (que también tiene afiliaciones con MeTV y Telemundo en subcanales digitales), es la única estación de televisión en el mercado que tiene licencia para Lawton, y su programación de noticias locales mantiene un enfoque principal en el suroccidente de Oklahoma en su cobertura. Todas las demás estaciones principales del área, incluidas KFDX-TV (canal 3; NBC), KAUZ-TV (canal 6; CBS, que es una estación hermana de KSWO a través de un acuerdo de servicios compartidos, pero mantiene operaciones separadas en el lado de Texas del market) y KJTL (canal 18; Fox), tienen su sede en Wichita Falls.

## Infraestructura

### Transporte

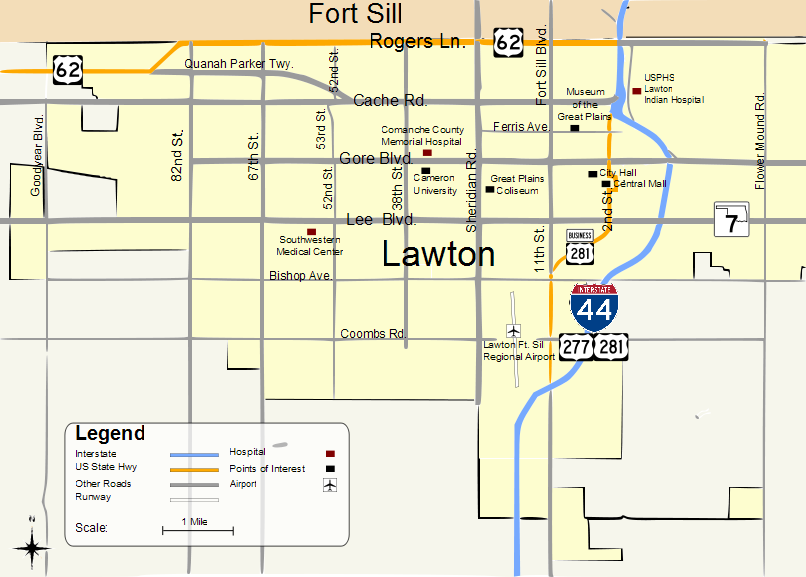
Mapa de Lawton

Lawton es servida principalmente por la Interestatal 44, designada como H. E. Bailey Turnpike. Conecta la ciudad con Oklahoma City al noreste y con Wichita Falls, al sur. También está conectada por la US Highway 62 con las ciudades regionales de Altus al oeste y Anadarko al norte. Otras vías importantes incluyen las autopistas US 277 y 281, que corre paralela a H. E. Bailey Turnpike con Wichita Falls al sur y conduce a las ciudades regionales de Anadarko y Chickasha, respectivamente, al norte, y la autopista OK-7, que conecta Lawton con Duncan.
El sistema de tránsito del área de Lawton (LATS) proporciona transporte público tanto Lawton y Fort Sill. Fundada en 2002, movió 427 088 pasajeros en 2009, y ofrece cinco rutas principales por toda la ciudad.
El servicio de autobús interurbano está disponible en Jefferson Lines.
Por aire, Lawton es servida por el Aeropuerto Regional Lawton-Fort Sill (LAW, KLAW). En la actualidad, ofrece vuelos diarios de American Eagle al aeropuerto internacional de Dallas / Fort Worth y también se utiliza para el transporte militar.

### Salud
Hay tres hospitales importantes en el área. El más grande es el Comanche County Memorial Hospital, con 283 y 250 médicos. El Southwestern Medical Center tiene por su parte 199 camas y una plantilla de 150 médicos. El Lawton Indian Hospital está ubicado en la ciudad para brindar servicios de salud a la gran población indígena estadounidense. Tiene 26 camas con una plantilla de 23 médicos.

## Nativos famosos
- C. J. Cherryh, (1942) escritora de ciencia ficción ganador del premio Hugo[86]
- Stephen Hillenburg, (1961 - 2018) creador de SpongeBob SquarePants
- Navarre Scott Momaday, autor ganador del Premio Pulitzer[87]
- Leon Russell, (1942 - 2016) músico y compositor estadounidense[88]
- Joan Crawford, actriz ganadora del[89]
- Stacey King, tres veces campeona de la NBA[90]
- Michael Ray Richardson, ex All-Star de la NBA[91]